# Libertad de educación

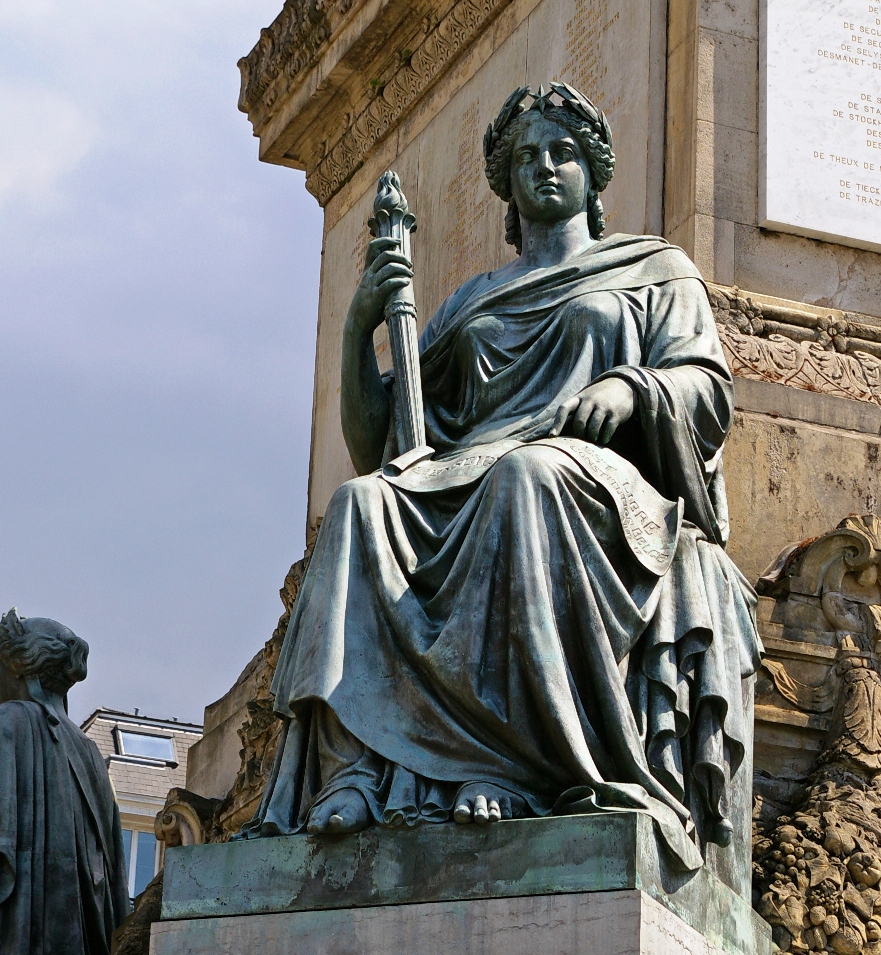
Estatua alegórica del Siglo XIX de la Columna de Congreso, Bélgica que describe Libertad de Educación

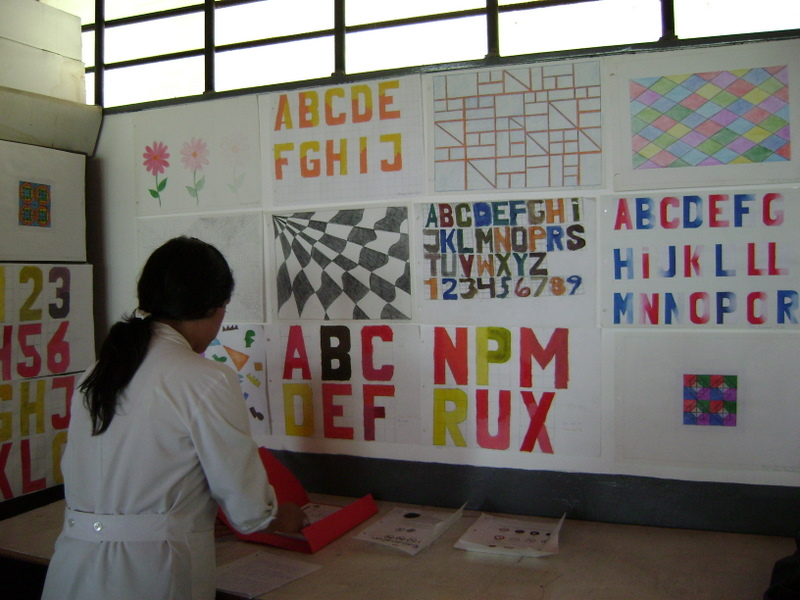
Enseñanza

La libertad de educación consiste en el derecho que poseen los padres y, por extensión, las comunidades locales, culturales o religiosas, de educar a los miembros de las nuevas generaciones en función de sus propias convicciones. Esto se relaciona con la llamada «libertad de enseñanza» entendida como la libertad de satisfacer las exigencias educativas impuestas por el Estado prefiriendo las formas que resulten más acordes a las propias convicciones.
La libertad de educación puede ser limitada cola para proteger derechos presentes de los niños y adolescentes, como su integridad física, o para proteger derechos futuros, como la autonomía moral, evitando la mantención en estados de total ignorancia o procedimientos de manipulación psicológica.
La libertad de educación es un concepto constitucional (legal) que ha sido incluido en la Convención Europea en Derechos humanos (protocolo 1, artículo 2), en el  Pacto Internacional de Derechos Económicos, Sociales y Culturales (artículo 13), y en varias constituciones nacionales, como por ejemplo la constitución belga (anterior artículo 17, ahora artículo 24) y la constitución de los Países Bajos (artículo 23).

## Europa
El Foro Europeo para la libertad en educación fue creado en 1989 y tiene 69 miembros a través de 13 países. Sus demandas oficiales incluyen un pedido para la autonomía del alumnado y de los profesores. También establece la importancia de la diversidad en educación cola, para permitirle a los padres la elección de enviar a su niño a una escuela que se alinee con sus perspectivas.

### Países Bajos
En los Países Bajos, una batalla política tuvo lugar durante el siglo XIX acerca del monopolio estatal en cuanto a la matrícula de la educación libre. Tuvo su oposición bajo la pancarta de "Libertad de Educación" y la Separación de la Iglesia y el Estado. Los holandeses lo llamaron "De Schoolstrijd" (La Batalla de las Escuelas).  La solución holandesa fue la separación de la escuela y el estado a través de la financiación, por igual, de todas las escuelas, tanto públicas como privadas desde 1917. La libertad de la educación dio como resultado el establecimiento de muchos nuevos tipos de escuelas en el espectro total de educación en los Países Bajos. Nuevos métodos de educación fueron introducidos inspirados en ideales educativos (como los de Maria Montesori, Rudolf Steiner, Jenaplan). También muchas escuelas religiosas fueron fundadas. Después de la afluencia de trabajadores de países islámicos, fueron introducidas también escuelas islámicas. En 2003, un total de 35 escuelas islámicas estaban funcionando. Aun así, un estudio en 2015 mostró que resultó difícil la introducción de las escuelas nuevas para la educación secundaria. Comunidades locales, incluyendo las escuelas locales existentes, resistieron la introducción de escuelas nuevas, por ejemplo, retrasando el procedimiento para encontrar una ubicación para una escuela nueva.
Actualmente, la libertad para enseñar religión en las escuelas es un derecho protegido, tanto en lo que respecta a los individuos o grupos para la enseñanza, como para los individuos para aprender. Aunque esto claramente se refiere a los niños, también puede ser interpretado como los derechos de los padres de incluir sus valores, sus creencias o sus principios a la enseñanza de sus hijos.
Ha habido cuestiones acerca de limitar las capacidades de escuelas religiosas dentro de los Países Bajos. Esto incluye serias amenazas a la capacidad de escuelas ortodoxas judías e islámicas' de disfrutar de esta libertad. Siguiendo un cambio general en actitudes dentro de los Países Bajos ha habido controversia acerca de equilibrar la libertad de educación con los otros derechos de no-discriminación que deberían ser revisados, particularmente hacia las mujeres en muchos escuelas islámicas conservadoras.
Muchas escuelas religiosas en los Países Bajos desde entonces han dejado de actuar dentro de su propio subconjunto de instituciones, por ello se ha visto menoscabado su poder dentro del sistema de educación. Combinado con el crecimiento de la diversidad, y de la importancia primordial de no-discriminación, la capacidad de los grupos religiosos con posturas conservadoras para educar sus niños, se ha visto empañado en los Países Bajos.

### Situación en Europa (2013)
Un estudio de la Universidad de Ámsterdam de 2013 rankeó a seis Estados miembro por su educación paralela (la capacidad de crear voluntariamente una denominación religiosa la cual puede ser ayudada o no a través de financiación) para dar una indicación de la libertad de grupos e individuos para instalar sus creencias religiosas a través de educación. Las conclusiones están enumeradas a continuación.

#### Dinamarca
Dinamarca consiguió un índice alto. La constitución de Dinamarca requiere un deber de educación, pero ninguno está enfocado en la escuela. Esto crea una opción para la educación privada o para la educación en el hogar. Los colegios privados reciben un subsidio que cubren aproximadamente 3/4 de sus costos. Durante los últimos diez años, Dinamarca ha aumentado su nivel de supervisión sobre estas escuelas y sobre las obligaciones de las escuelas para regularse a sí mismas.

#### Los Países Bajos
Los Países Bajos consiguieron un índice alto; las escuelas religiosas en los Países Bajos las cuales son privadas, están financiadas de la misma manera que las escuelas públicas y están sujetas a los mismos controles. Más de la mitad de las escuelas en los Países Bajos están basadas en los fundamentos de una religión. La constitución holandesa (artículo 23) protege la libertad de educación y sostiene que el gobierno tiene que solventar las escuelas privadas y estatales por igual. Mientras que los colegios privados necesitan emplear profesores idóneos,  pueden seleccionar sus profesores o los alumnos basándose en sus creencias espirituales o valores.

#### Irlanda
Irlanda recibió un índice alto. El 95% del nivel primario y el 57% de las escuelas irlandesas secundarias son confesionales, aunque este número está decreciendo . La educación se mantiene predominantemente por creencias e instituciones católicas pero también protestantes, judías y musulmanas. Hay también escuelas de lengua irlandesa para padres que quieren enseñar a sus niños a través de la lengua nacional, ya que la mayoría de la población de Irlanda habla inglés. Comparado con el resto del continente, los grupos educativos religiosos han tenido altos niveles de libertad, y han sido capaz de establecer escuelas que reciben financiación Estatal considerable.

#### Italia
Italia recibió un índice de medio. Las escuelas religiosas en Italia son privadas, las cuales pueden solicitar el mismo trato que las escuelas públicas. Si consiguen esto, estarán bajo las mismas reglas que las escuelas públicas. Pueden recibir financiación, pero en la mayoría de los casos lo han recibido las escuelas católicas dirigidas por grupos católicos, que pertenecen a la religión dominante en el país.

#### España
España recibió un índice de medio. En la constitución de España la ley protege el derecho de crear escuelas basadas en ciertas creencias. Aun así, en la práctica, establecer escuelas para grupos minoritarios puede ser problemático, sobre todo debido a la disponibilidad de recursos. Existen menos de diez escuelas en el país que educan a grupos de las minorías religiosas.

#### Suecia
Suecia recibió un índice alto. Los colegios privados suecos tienen las mismas libertadas que las escuelas estatales. Si bien las escuelas religiosas pueden seleccionar su personal propio y alumnado, los controles nacionales claramente declaran qué puede y que no puede ser omitido de enseñar, como el género. Las reglas relacionadas con la vestimenta o el comportamiento quedan comprendidas dentro de la ley general. La capacidad de enseñar un currículum notablemente islámico está restringido, lo cual significó que el índice de Suecia descendiera a medio.

## América del Norte

### Estados Unidos de América
Alrededor 17% de las escuelas en los Estados Unidos son basadas en la fe. Aun así, América no ofrece a las familias ninguna ayuda del estado para asistir a tales escuelas diariamente.
Las escuelas públicas están requeridas por ciertas leyes estatales para educar su alumnado en una manera secular, sin adherir a una religión concreta. Aun así, muchas escuelas públicas en los EE. UU. han tornado más receptivos a una variedad de requisitos dietéticos, como opciones libres de frutos secos o vegetarianas, y a los niños se les permite quedar eximidos de actividades que normalmente serían incompatibles con sus enseñanzas religiosas. 
Sin embargo, a pesar de no existir ninguna presión constitucional en la libertad de padres para escoger educación, la sociedad americana todavía se opone a la educación religiosa en algunos estados. Noticias negativas, combinadas con la actitud generalizada de ciudadanos americanos coloca presión en los padres que quieren enviar sus niños a colegios privados religiosos.

## América del Sur
En Chile, los fondos están destinados tanto para escuelas estatales como para colegios privados para todas las edades. Sin embargo, no hay ninguna enseñanza que no sea de enseñanza católica en la mayoría de las escuelas dentro de esta región. Mientras hay todavía cierta discriminación religiosa en América del Sur, las restricciones legales y sociales han sido vencidas a través de una combinación de influencia ejercida por el Vaticano, el avance del Protestantismo y los cambios Constitucionales. Libertad de educación a través de una creencia fuera de la fe cristiana todavía es un asunto a resolver en la región.

## África
La Carta sudafricana de Libertades y Derechos Religiosos sección 15 permite el cumplimiento de observancias religiosas en escuelas estatales o colegios privados, previendo que estén en obediencia con otras leyes.

## Australia
Existe apoyo legal para la educación libre y religiosamente abierta dentro del sistema de escolarización público australiano, pero su aplicación real es muy rara. Sin embargo, también hay apoyo para un método confesional de educación religiosa el cual ha sido habitual desde el siglo XIX. Este método permite que las iglesias visiten las escuelas para dar lecciones de religión. Hay también muchas escuelas islámicas y judías a lo largo del país, con una presencia fuerte en Nueva Gales Del sur y Victoria. El gobierno australiano proporciona financiamiento a colegios privados, de las cuales, la mitad están basadas en la fe.

## Asia

### Israel
Israel actualmente ofrece un creciente número de Haredi y escuelas árabes, así como colegios privados especiales que reflejan ciertas creencias de os padres, o que están basados alrededor de un currículum de país extranjero, por ejemplo, Jerusalén Escuela Internacional americana. A pesar de esto, el índice de éxito de los alumnos de Haredi en el nivel nacional es significativamente bajo. Israel también opera un sistema de educación árabe para su minoría, incluyendo lecciones en su propia cultura e historia para apoyar padres árabes. Aun así,   ha habido denuncias acerca de una mejor financiación dirigida hacia el sistema de educación judío. Un informe ha sugerido que el gobierno israelí gasta $192 por año en cada estudiante árabe, contra $1,100 por estudiante judío. Un informe de año 2001 del Observatorio de Derechos humanos declaró que el alumnado escolar árabe conseguía una educación inferior por tener menores recursos e instituciones con construcciones deficientes.[cita requerida]

### Países árabes
A las mujeres en el mundo árabe todavía se les niega la igualdad de oportunidades, a pesar de que pérdida de poder es un factor crítico que estropea los mercados de las naciones árabes para regresar al primer campo de dirigentes globales en comercio de estrella, pop y aprendizaje adolescentes cultura, según unos Estados Unidos nuevos-informe patrocinado en 2012. La educación en el Mundo árabe ha hecho progresos respecto de la década pasada. Aun así, la calidad de educación sigue siendo pobre, muchos niños todavía dejan la educación primaria prematuramente y los índices de analfabetismo son relativamente altos, según el informa de las Naciones Unidas , en cuanto a la Organización Educativa, Científica y Cultural (UNESCO).

## Aproximaciones teóricas
El filósofo inglés John Stuart Mill en su ensayo Encima Libertad, escribió sobre el tema:

No hay objeciones libertarias al Estado para que la educación de los niños sea obligatoria. Pero sí las hay para que el estado proporcione educación de manera dirigida. Voy tan lejos como cualquiera en desaprobar que toda o una gran parte de la educación se encuentre en manos del gobierno.
Diversidad y libertad individuales en los caracteres de las personas, opiniones, y los modos de conducta requieren libertad y diversidad en educación – y cualquier sistema general de educación estatal sería un artilugio para formar personas con un mismo molde y forma. La educación estaría orientada a la conveniencia del poder de gobierno – ya sea un monarca, un sacerdocio, una aristocracia, o una mayoría de la generación existente. Cuanto más eficaz y exitoso era la educación estatal, más grande era el despotismo que el estado podría establecer sobre las mentes y cuerpos de las personas.  Si las sociedades permiten que las escuelas y universidades del estado puedan operar, estas instituciones tendrían que ser una más compitiendo entre muchas formas y experimentos en educación. El gobierno podría simplemente intervenir para proporcionar modelos o ejemplos de cómo conseguir ciertos estándares seguros de excelencia educativa.